# Gazprom
Gazprom (rus. Открытое Акционерное Общество "Газпром") - najveća ruska tvrtka, najveći eksploatator zemnog plina na svijetu i jedna od najvećih tvrtki na svijetu. Većinski vlasnik je ruska vlada (50,01 %).
Godine 2008. proizveo je 549,7 milijardi kubičnih metara plina, što je 17% svjetske proizvodnje plina. Nakon što je Gazprom preuzeo naftnu tvrtku Sibneft, s 119 milijardi barela rezervi, nalazi se na trećom mjestu vlasnika nafte iza Saudijske Arabije, s 263 milijardi barela i Irana, s 133 milijardi barela.
Do kraja 2004., Gazprom je bio jedini dobavljač plina za Bosnu i Hercegovinu, Estoniju, Finsku, Makedoniju, Latviju, Litvu, Moldaviju i Slovačku, te je dobavljao 97 posto plina za Bugarsku, 89 posto za Mađarsku, 86 posto za Poljsku, gotovo dvije trećine za Češku, 67 posto za Tursku, 65 posto za Austriju, oko 40 posto za Rumunjsku, 36 posto za Njemačku, 27 posto za Italiju i 25 posto za Francusku. Europska unija ukupno dobiva oko 25 posto zaliha plina od ove tvrtke.
Osim zaliha plina i najveće mreže naftovoda i plinovoda na svijetu (150,000 km), također se bavi bankarstvom, osiguranjem, medijima, građevinarstvom i poljoprivredom.
Prema tržišnoj kapitalizaciji u prosincu 2007. (345 mrld. US $), Gazprom je treća najveća korporacija na svijetu.